# Elizabeth Edwards

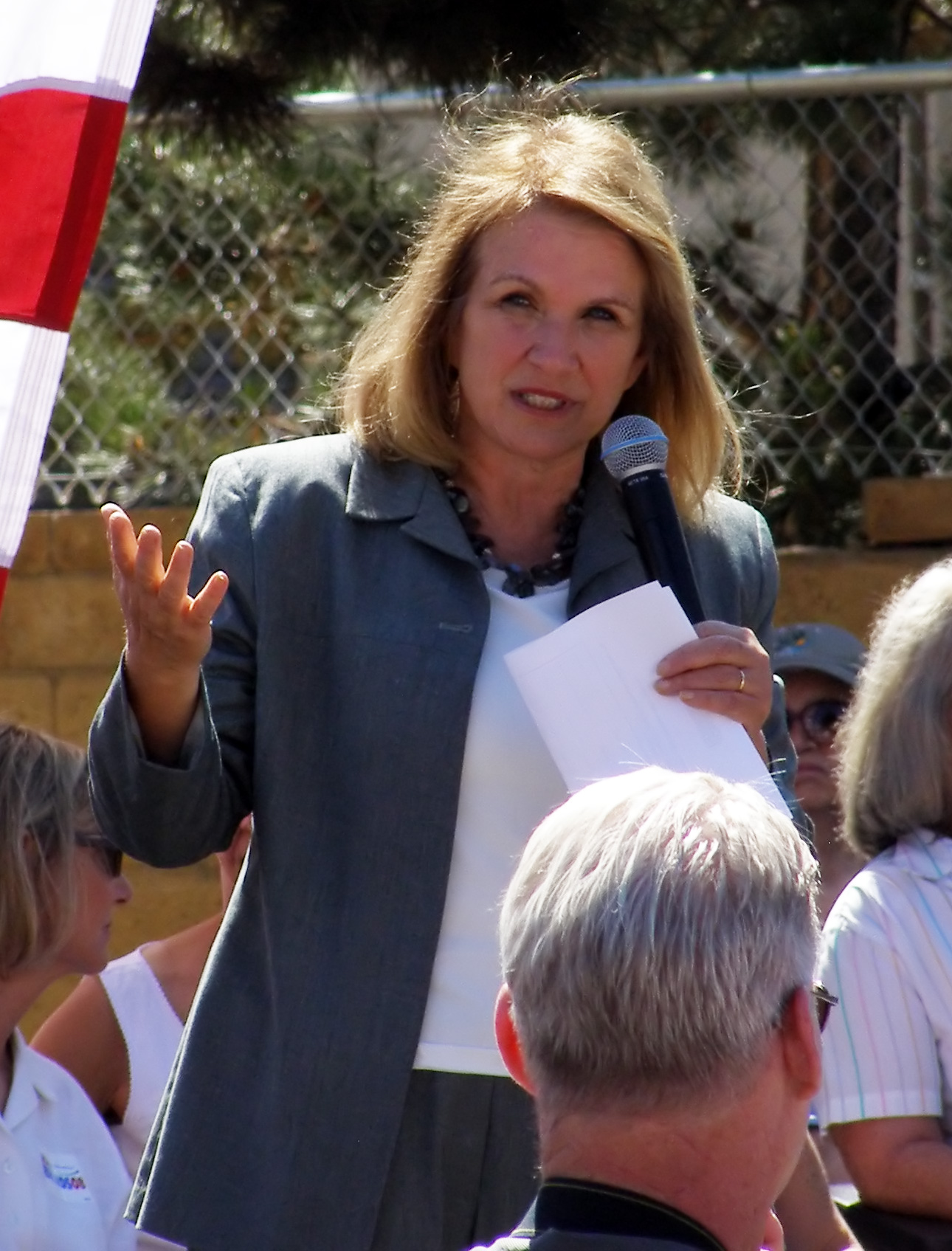
Elizabeth Edwards (2007)

Mary Elizabeth Edwards (Geburtsname: Mary Elizabeth Anania) (* 3. Juli 1949 in Jacksonville, Florida; † 7. Dezember 2010 in Chapel Hill, North Carolina) war eine US-amerikanische Rechtsanwältin und Autorin und wurde als Ehefrau des früheren demokratischen US-Senators von North Carolina und ehemaligen Kandidaten für das Amt des Vizepräsidenten der Vereinigten Staaten John Edwards bekannt.

## Biografie
Die Tochter eines Piloten der US Navy studierte nach dem Schulbesuch zunächst am Mary Washington College und im Anschluss Anglistik an der University of North Carolina at Chapel Hill, wo sie einen Bachelor of Arts (B.A. English) erwarb. Ein daran anschließendes Studium der Rechtswissenschaft an der Law School der University of North Carolina at Chapel Hill beendete sie mit einem Juris Doctor (J.D.).
Während des Studiums heiratete sie am 30. Juli 1977 ihren Kommilitonen John Edwards und hatte mit diesem vier Kinder (Wade, Catherine, Emma Claire und Jack). Nach Abschluss ihres Studiums und der anwaltlichen Zulassung wurde sie 1978 Rechtsanwältin in der Anwaltskanzlei Harwell Barr Martin & Sloan, ehe sie 1981 zur Anwaltskanzlei Merriman, Nicholls, and Crampton wechselte und dort bis 1996 tätig war.
Nach ihrem Ausscheiden aus dem Berufsleben und dem Tod ihres ersten Sohns Wade bei einem Autounfall am 4. April 1996 unterstützte sie ihren Ehemann bei seiner politischen Laufbahn, in deren Verlauf er 1998 zum Senator für North Carolina gewählt wurde und 2004 neben Präsidentschaftskandidat John Kerry für das Amt des US-Vizepräsidenten kandidierte. In der Zeit der von Kerry und Edwards verlorenen Präsidentschaftswahl in den Vereinigten Staaten 2004 wurde bei ihr erstmals Brustkrebs diagnostiziert.
In der Folgezeit beschäftigte sie sich mit der Schriftstellerei und veröffentlichte mit Saving Graces: Finding Solace and Strength from Friends and Strangers (2006) und Resilience (2009) zwei Bücher. Dazwischen unterstützte sie die Bewerbung ihres Mannes bei seiner Kandidatur für die Präsidentschaftswahl in den Vereinigten Staaten 2008, die er jedoch nach Niederlagen bei den Vorwahlen (Primaries) zurückzog.
Im Januar 2010 trennten sich Elizabeth und John Edwards. Knapp elf Monate später starb sie an den Folgen ihrer Brustkrebserkrankung.